# Monemwasia (gmina)
Monemwasia (gr. Δήμος Μονεμβασιάς, Dimos Monemwasias) – gmina w Grecji, w administracji zdecentralizowanej Peloponez, Grecja Zachodnia i Wyspy Jońskie, w regionie Peloponez, w jednostce regionalnej Lakonia. Siedzibą gminy jest Molai. W 2011 roku liczyła 21 942 mieszkańców. Powstała 1 stycznia 2011 roku w wyniku połączenia dotychczasowych gmin: Monemwasia, Molai, Zarakas, Asopos i Wies.